# Roy Pike

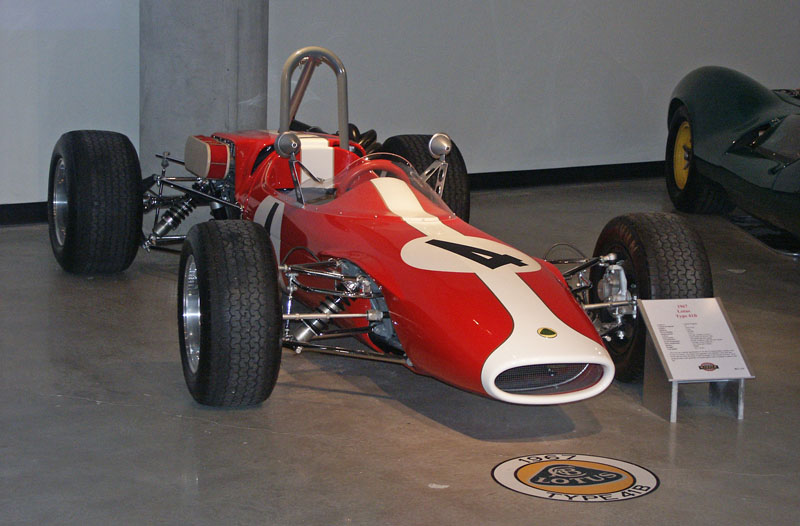
Auf einem Lotus 41 gewann Roy Pike die Formula 3 Radio London Trophy 1966

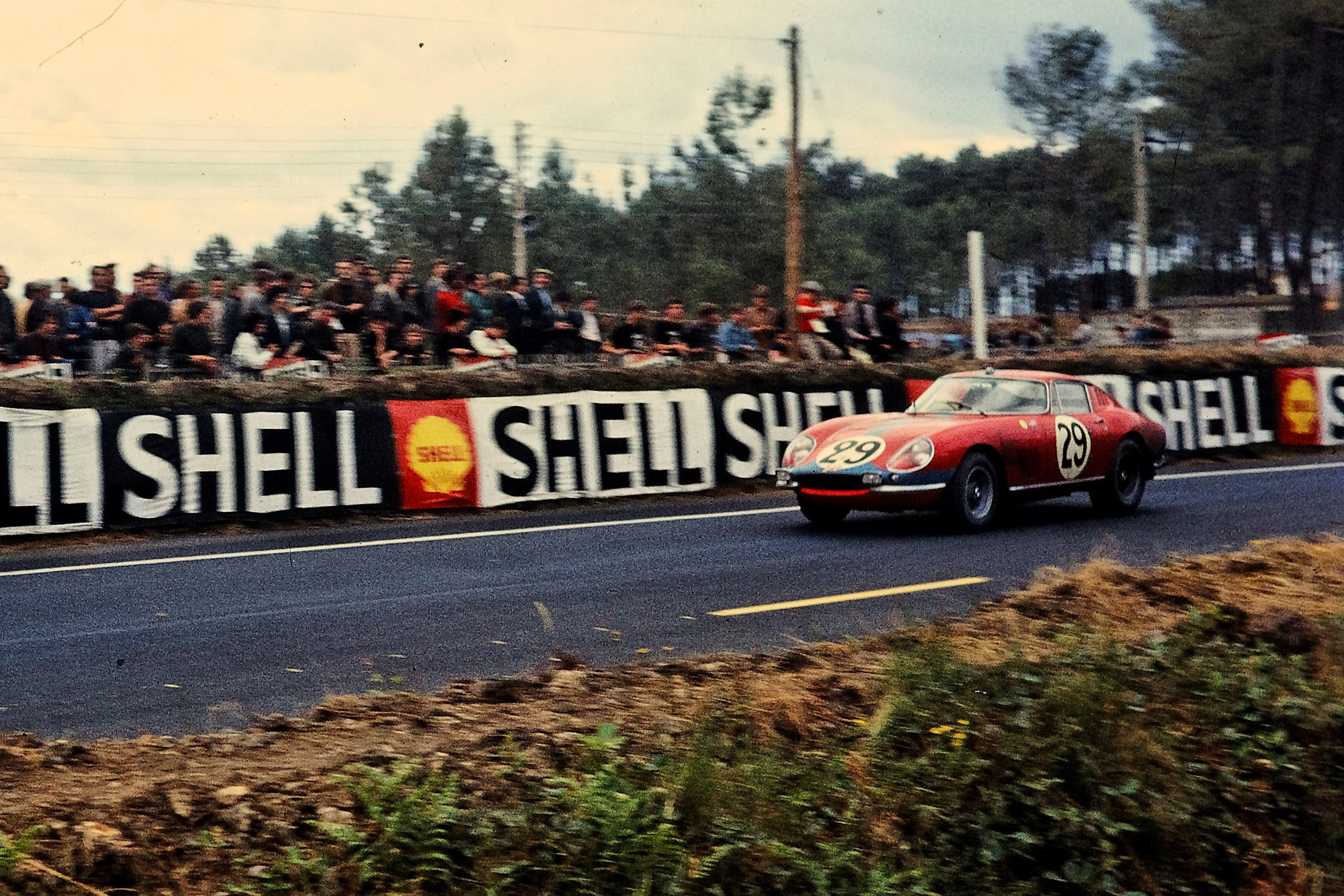
Der Ferrari 275 GTB/C von Piers Courage und Roy Pike beim 24-Stunden-Rennen von Le Mans 1966

Roy Giles Pike (* 29. September 1938 in Pittsburgh) ist ein ehemaliger US-amerikanischer Autorennfahrer und Unternehmer.

## Karriere als Rennfahrer

### Monopostosport
Roy Pike kam in den 1960er-Jahren nach Großbritannien, um dort vorerst bei Clubrennen an den Start zu gehen. Er versuchte, im Monopostosport Fuß zu fassen, fuhr einige Rennen in der Französischen Formel-3-Meisterschaft und gewann 1966 auf einem Lotus 41 die Formula 3 Radio London Trophy. Hinter ihm platzierten sich einige Fahrer, die in späteren Jahren erfolgreich Motorsport betrieben. Darunter waren: Chris Irwin, Brian Hart, Bob Bondurant, Derek Bell, Morris Nunn, Peter Gethin und Robin Widdows. Es folgten weitere Formel-3-Einsätze und 1967 der Sieg beim Gran Premio di Enna-Pergusa.
Roy Pike war in seiner Karriere bei zwei Formel-1-Rennen gemeldet, die jedoch beide nicht zur Weltmeisterschaft zählten. 1969 war er auf einem Brabham BT23B beim  Race of Champions gemeldet und nahm am Training teil. Ein Defekt an der Benzinpumpe verhinderte einen Rennstart. Das Rennen gewann Jackie Stewart auf einem Matra MS80. Gemeldet war er auch beim International Gold Cup 1970, erschien aber nicht zum Training und zum Rennen.
1969 bestritt er ein Rennen in der Formel-2-Europameisterschaft und wurde 1970 Gesamtneunter in der Europäischen Formel-5000-Meisterschaft.

### Sportwagenrennen
Neben seinen Monoposto-Einsätzen war Roy Pike auch im Sportwagensport aktiv. Er fuhr Rennen in der Sportwagen-Weltmeisterschaft und war zweimal beim 24-Stunden-Rennen von Le Mans am Start. 1966 fuhr er einen Ferrari 275 GTB/C von Maranello Concessionaires. Mit Teamkollegen Piers Courage erreichte er den achten Rang in der Gesamtwertung und siegte in der Rennklasse für GT-Wagen bis 5 Liter Hubraum. 1968 schied er nach einem Getriebeschaden am Ferrari 250LM aus.

## Unternehmer
1971 gab Pike den Rennsport auf, da er die finanziellen Mittel für weitere Einsätze nicht mehr aufbringen konnte. Er zog nach Somerset und gründete ein Unternehmen, das in den folgenden Jahren alte Landhäuser renovierte.

## Statistik

### Le-Mans-Ergebnisse
| Jahr | Team                      | Fahrzeug          | Teamkollege   | Platzierung            | Ausfallgrund    |
| ---- | ------------------------- | ----------------- | ------------- | ---------------------- | --------------- |
| 1966 | Maranello Concessionaires | Ferrari 275 GTB/C | Piers Courage | Rang 8 und Klassensieg |                 |
| 1968 | Paul Vestey               | Ferrari 250LM     | Paul Vestey   | Ausfall                | Getriebeschaden |

### Einzelergebnisse in der Sportwagen-Weltmeisterschaft
| Saison | Team                                        | Rennwagen                        | 1   | 2   | 3   | 4   | 5   | 6   | 7   | 8   | 9   | 10  | 11  | 12  | 13  | 14  |
| ------ | ------------------------------------------- | -------------------------------- | --- | --- | --- | --- | --- | --- | --- | --- | --- | --- | --- | --- | --- | --- |
| 1966   | Maranello Concessionaires                   | Ferrari 275 GTB                  | DAY | SEB | MON | TAR | SPA | NÜR | LEM | MUG | CCE | HOK | SIM | NÜR | ZEL |     |
| 1966   | Maranello Concessionaires                   | Ferrari 275 GTB                  |     |     |     | 8   |     |     |     |     |     |     |     |     |     |     |
| 1967   | Fred Opert Racing Mike de Udy Charles Lucas | Chevron B4 Porsche 906 Ford GT40 | DAY | SEB | MON | SPA | TAR | NÜR | LEM | HOK | MUG | BRH | CCE | ZEL | OVI | NÜR |
| 1967   | Fred Opert Racing Mike de Udy Charles Lucas | Chevron B4 Porsche 906 Ford GT40 | DNF |     |     | DNF |     |     |     |     |     | DNF |     |     |     |     |
| 1968   | Paul Vestey                                 | Ferrari 250LM                    | DAY | SEB | BRH | MON | TAR | NÜR | SPA | WAT | ZEL | LEM |     |     |     |     |
| 1968   | Paul Vestey                                 | Ferrari 250LM                    | DNF |     | 15  |     |     |     |     |     |     | DNF |     |     |     |     |
| 1970   | Road & Racing Accessories                   | Porsche 910                      | DAY | SEB | BRH | MON | TAR | SPA | NÜR | LEM | WAT | ZEL |     |     |     |     |
| 1970   | Road & Racing Accessories                   | Porsche 910                      | DNF |     |     |     |     |     |     |     |     |     |     |     |     |     |